# ولکام (تگزاس)
ولکام (به انگلیسی: Welcome) یک منطقهٔ مسکونی در ایالات متحده آمریکا است که در شهرستان آستین، تگزاس واقع شده‌است. ولکام  ۱۰۱٫۵ متر بالاتر از سطح دریا قرار دارد.